# Федеральная служба по надзору в сфере природопользования
Федеральная служба по надзору в сфере природопользования (Росприроднадзор) — федеральный орган исполнительной власти России, находящийся в ведении Министерства природных ресурсов и экологии Российской Федерации. Является федеральным органом исполнительной власти, осуществляющим функции по контролю и надзору в сфере природопользования, а также в пределах своей компетенции в области охраны окружающей среды, в том числе в части, касающейся ограничения негативного техногенного воздействия, в области обращения с отходами (за исключением радиоактивных отходов) и государственной экологической экспертизы.

## Руководство
- Радионова Светлана Геннадьевна (с 24 декабря 2018 года[2])
- Амирханов Амирхан Магомедович (ВРИО, с 2 июля по 24 декабря 2018 года, и в 2014-2015 годах)[3]
- Сидоров Артем Георгиевич (2015 — 2018)[4]
- Кириллов Владимир Владимирович (2008 — 2014)[5]
- Сай Сергей Иванович (2006 — 2008)[6]

## Полномочия
По требованию главы II Положения «О Федеральной службе по надзору в сфере природопользования» утверждённого Постановлением Правительства РФ от 30.07.2004 № 400 — осуществляет:
- надзор за геологическим изучением, рациональным использованием и охраной недр;
- земельный надзор;
- надзор в области обращения с отходами;
- надзор в области охраны атмосферного воздуха;
- надзор в области использования и охраны водных объектов;
- лесной надзор;
- надзор к содержанию и использованию диких животных, содержащихся или используемых в условиях неволи;
- охрана и использование объектов животного и растительного мира;

По требованию Приказа Росприроднадзор от 6.07.2020 г. N 783 «Об утверждении Административного регламента Федеральной службы по надзору в сфере природопользования по осуществлению федерального государственного экологического надзора» — инспектор службы имеет право на применение физической силы, на ношение, хранение, применение специальных средств, служебного оружия, осуществлять патрулирование лесов, проверять у граждан документы, выдавать предписания, осуществлять административное обследование, досматривать и задерживать.

## Классные чины и форменная одежда Росприроднадзора
Служащие федеральной службы имеют универсальную форменную одежду, со знаками отличиями и погонами, утвержденную Приказом руководителя Росприроднадзор 2007 года, однако в 2014 году наплечные знаки были изменены Приказом от 05.03.2014 № 126 «О форменной одежде».
Служащие государственной гражданской службы имеют классные чины по группам 1, 2 и 3 классов, которые соответствуют воинскому званию.
Согласно ст. 11 Федерального закона от 27.07.2004 № 79-ФЗ «О государственной гражданской службе Российской Федерации», в России установлены следующие классные чины государственной гражданской службы (к которой относится и служба в Росприроднадзоре):
Высшая группа
- действительный государственный советник Российской Федерации 1 класса;
- действительный государственный советник Российской Федерации 2 класса;
- действительный государственный советник Российской Федерации 3 класса;

Главная группа
- государственный советник Российской Федерации 1 класса;
- государственный советник Российской Федерации 2 класса;
- государственный советник Российской Федерации 3 класса;

Ведущая группа
- советник государственной гражданской службы Российской Федерации 1 класса;
- советник государственной гражданской службы Российской Федерации 2 класса;
- советник государственной гражданской службы Российской Федерации 3 класса;

Старшая группа
- референт государственной гражданской службы Российской Федерации 1 класса;
- референт государственной гражданской службы Российской Федерации 2 класса;
- референт государственной гражданской службы Российской Федерации 3 класса;

Младшая группа
- секретарь государственной гражданской службы Российской Федерации 1 класса;
- секретарь государственной гражданской службы Российской Федерации 2 класса;
- секретарь государственной гражданской службы Российской Федерации 3 класса.

Категории
Наплечные знаки различия сотрудниками Росприроднадзора носятся не по классным чинам (как у других госслужащих), а по категориям, от 1 до 7:
- 1 категория — главный государственный инспектор Российской Федерации.
- 2 категория — заместитель главного государственного инспектора Российской Федерации.
- 3 категория — старший государственный инспектор Российской Федерации, главный государственный инспектор Российской Федерации на территории федерального округа, главный государственный инспектор Российской Федерации на территории субъекта.
- 4 категория — заместитель главного государственного инспектора Российской Федерации на территории федерального округа, заместитель главного государственного инспектора Российской Федерации на территории субъекта.
- 5 категория — старший государственный инспектор Российской Федерации, старший государственный инспектор Российской Федерации на территории федерального округа, старший государственный инспектор Российской Федерации на территории субъекта.
- 6 категория — государственный инспектор Российской Федерации, государственный инспектор Российской Федерации на территории федерального округа, государственный инспектор на территории субъекта.
- 7 категория — государственный инспектор Российской Федерации, государственный инспектор Российской Федерации на территории федерального округа, государственный инспектор на территории субъекта.

## Критика
И. П. Блоков в своей книге «Окружающая среда и её охрана в России. Изменения за 25 лет» рассматривал выдачу и отзыв лицензии Росприроднадзором на примере предприятия СПб ГУПП «Полигон „Красный Бор“». Лицензия на деятельность по размещению и обезвреживанию отходов I—IV классов опасности была выдана в декабре 2014 года, а уже в середине 2016 года Росприроднадзор обратился в суд для аннулирования лицензии. По мнению автора, такой короткий «срок действия» вызывает сомнения в качестве рассмотрения лицензионных документов Росприроднадзором.